# ハイビスカスみぃ
ハイビスカスみぃ（1985年6月14日 - ）は、日本の女子プロレスラー。

## 所属
- KAIENTAI DOJO（2000年 - 2008年9月）
- フリーランス（2008年9月 - 2013年3月）
- 琉球ドラゴンプロレスリング（2013年3月 - ）

## 経歴
2000年
- 中学校卒業後にプエルトリコに渡り、KAIENTAI DOJOに入門[5]。

2002年
- 1月4日、プエルトリコでアップルみゆきとして対お船戦でデビュー。
- 4月20日、ディファ有明で開催されたK-DOJOの旗揚げ戦に合わせて日本に逆上陸。同年、ユニット「ロス・クワトロ・タバスコス」に加入。

2005年
- ユニット「スラムローズ」を結成。

2006年
- タッグチーム「フルーティー・ボンバー」を結成。

2008年
- 9月14日、K-DOJOを退団。フリーランスとして活動をする。

2012年
- 2月19日、この日に大阪ミナミ ムーブ・オン アリーナで行われた『小さな巨人グラン浜田デビュー40周年記念大会～OSAKA 3DAYS～第三戦』で、デビュー10周年記念試合としてTAKAみちのくと対戦[6]。
- 4月8日、後楽園ホールのKAIENTAI DOJO 10周年記念興行「CLUB-K SUPER evolution10」で、第2試合のタッグマッチと第5試合の10周年ランブルに出場[7]。

2013年
- 3月24日、グルクンマスクが沖縄で設立した琉球ドラゴンプロレスリングに入団[5]。
- 4月1日、リングネームを現在のハイビスカスみぃに改名。

2015年
- 4月29日、ユニオンプロレス・後楽園ホール大会でチェリーが保持していたユニオン認定Fly to Everywhereワールドチャンピオンシップに挑戦、勝利して第6代王者に就く[8]。

2020年
- 7月19日、那覇市ぶんかテンブス館大会のメインイベントに乱入、MAD DOG CLUBに加入しヒールターン[9]。
- ヴァンヴェール・ジャックと組んで御万人王座「双琉王」の初代王者決定トーナメントに出場。11月29日に真栄田ミサキ、12月27日の決勝戦でグルクンマスク&首里ジョー組から勝利し、初代王者組となる[10]。

2022年
- 3月4日、新宿FACE大会で自身のデビュー20周年記念試合として、プロレスラーになる前からの憧れだったケンドー・カシンと対戦[5]。
- 4月1日、プロレスリングWAVE・新宿FACE大会で、宮崎有妃と組んで梅咲遥&高瀬みゆき組が保持していたWAVE認定タッグ王座に挑戦して勝利、第29代王者となる[11]。
- 4月24日、ミュージックタウン音市場で行われた琉プロ旗揚げ9周年記念大会で、デビュー20周年記念試合として田中将斗と対戦[12]。

## 得意技
目潰し
虚偽号泣
うそ泣きで相手の油断を誘い、反撃への移行を狙う。
淑女早走り
マッドスプラッシュ
生麩
ラ・マヒストラルと同型。
アップルバスター
ファイナルカットと同型。
アップルスリーパー
ドラゴンスリーパーと同型。
リンゴ・デ・レイナ
リンギーナIIと同型。
りんご刈り
りんごの木
パロ・スペシャルと同型。
ねぶたドロップ
りんごの木の体勢から横に体をひねり、相手を仰向けにひっくり返すようにマットに叩きつけてエビ固めの体勢に移行する。駿河メイの得意技「ニュートンクラッシュ」はこの技と同型。
ジョナゴールド
富士ラナ
ミステリオ・ラナと同型。
ガッチリ3!
高速のカサドーラ。
鎌固め
松山みゆきおよび名無しとして試合をする場合にはフィニッシュホールドとして用いている。
俺ごと潰せ
優宇との合体技。みぃが対戦相手をコーナーで羽交い絞めにし、動けないようにした状態で、優宇がキャノンボールを決める。対戦相手にダメージを与えるのはもちろんだが、コーナーで羽交い絞めにしているので逃げ場のないみぃに二人分の衝撃がくるため、みぃにも多大なダメージを与えてしまう諸刃の技。技名の由来は2023年9月3日のプロレスリング・ノアでの試合で、みぃが優宇に対し「優宇～！、俺ごと潰せ～！」と叫んだことに由来する。

## 入場曲
ハイビスカスみぃ
- アップルバスター（MAKIKO） ※キングレコード「KAIENTAI DOJO」に収録。
- 天下無敵（MAKIKO） ※キングレコード「KAIENTAI DOJO 3 SUPER BEST」に収録。
- セフィーロ・レディオ・カムバック〜青春最下位〜（マキシマム ザ ホルモン） ※「糞盤」に収録。
- ハイビスカス（MINMI）
- Hibiscus Girl（KYOKO）

名無し
- 奉神御詠歌（柚楽弥衣/倍音S）

## タイトル歴
- K-AWARD（年間最高試合賞タッグマッチ部門）
- WEWハードコアタッグ王座
- FFFタッグ王座
- FUCK!認定世界AIR級王座
- 大阪プロレスバトルロイヤル王座
- アイアンマンヘビーメタル級王座
- ユニオン認定Fly to Everywhereワールドチャンピオンシップ
- 御万人王座「双琉王」
- WAVE認定タッグ王座

## 写真集
- Delicious（2005年9月、日本スポーツ出版社）

## CD
- パワフルハニー（インディーズCD）

## テレビ出演
- プロレスKING（GAORA）
- 中居正広の金曜日のスマたちへ（TBS） ※エキストラとして出演。